# Иосифо-Волоцкий монастырь
Ио́сифово-Во́лоцкий монасты́рь, или Ио́сифо-Волокола́мский Успе́нский монасты́рь — православный мужской ставропигиальный общежительный монастырь. Расположен в селе Теряево Волоколамского района Московской области, в 16 километрах к северо-востоку от города Волоколамска.

## История
Монастырь основан в 1479 году преподобным Иосифом во имя Успения Божией Матери. Принадлежал Новгородской епархии.
Средства на постройку монастыря дал князь Борис Васильевич Волоцкий (1449—1494). После смерти Бориса Васильевича князем стал его сын Фёдор Борисович, с которым у Иосифа возникли разногласия. В феврале 1507 года Иосиф, лично знакомый с Великим князем Василием III, обратился к нему и к митрополиту Московскому Симону с просьбой о переходе монастыря в Московскую епархию. Это вылилось в конфликт с архиепископом Новгородским и Псковским Серапионом.
В XV веке был построен Первый каменный собор. На его месте сейчас находится соборный храм во имя Успения Божией Матери (1688—1696 годы), выстроенный в стиле московского барокко.
В год основания монастыря в нём появилась первая деревянная церковь, которую уже в 1486 году сменил каменный собор. Его расписывал живописец Дионисий. В 1490 году рядом с собором была сооружена восьмигранная колокольня — прообраз колокольни Ивана Великого в Московском Кремле. В её нижнем ярусе находился храм Смоленской Одигитрии (1495 год).

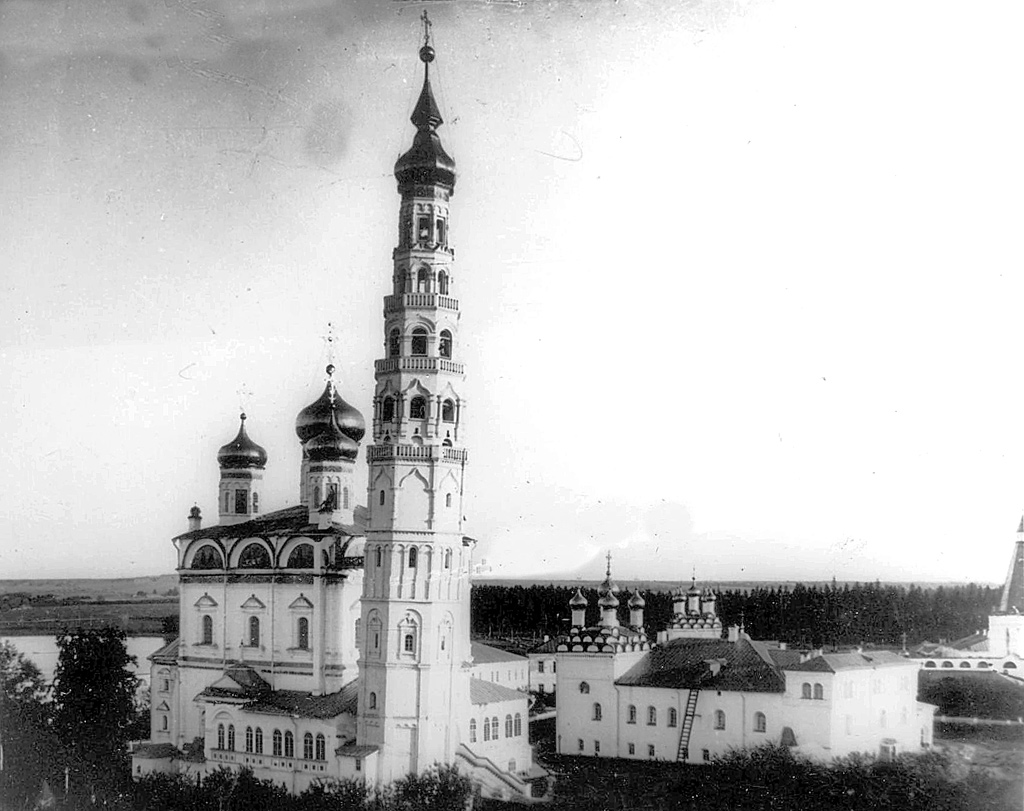
Колокольня и Успенский собор монастыря. Фотография ок. 1900 г.

Основные сохранившиеся постройки относятся к XVI—XVII векам. Из других сооружений: Трапезная палата с церковью Богоявления (1504 год), надвратная церковь Святых Апостолов Петра и Павла (1679 год), скит с храмом Всех Святых (1856—1860 годы). Над созданием изразцовых украшений работал Степан Полубес, известный по работам в Новоиерусалимском и Солотчинском монастырях.
В 1543 году игуменом обители стал Гурий. Он управлял братией в течение девяти лет, при нём в монастыре принял постриг святитель Герман. После покорения Казани в 1552 году и учреждения там архиерейской кафедры, Гурий по жребию был избран на неё архиепископом.
В XVI веке в монастырь стали ездить на моление цари. Монастырь стал также местом заточения врагов государевых и еретиков, в нём были заточены инок Вассиан Косой (в миру князь Василий Иванович Патрикеев-Косой), Максим Грек, царь Василий Иванович Шуйский, еретики Матвей Башкин и Василий Курицын; здесь провёл свои последние годы видный деятель раскола Герасим (Фирсов).

### Смутное время
В Смутное время Иосифо-Волоцкий монастырь поддерживал правительство Василия Шуйского. В 1606 году монастырь был осаждён войсками Болотникова.

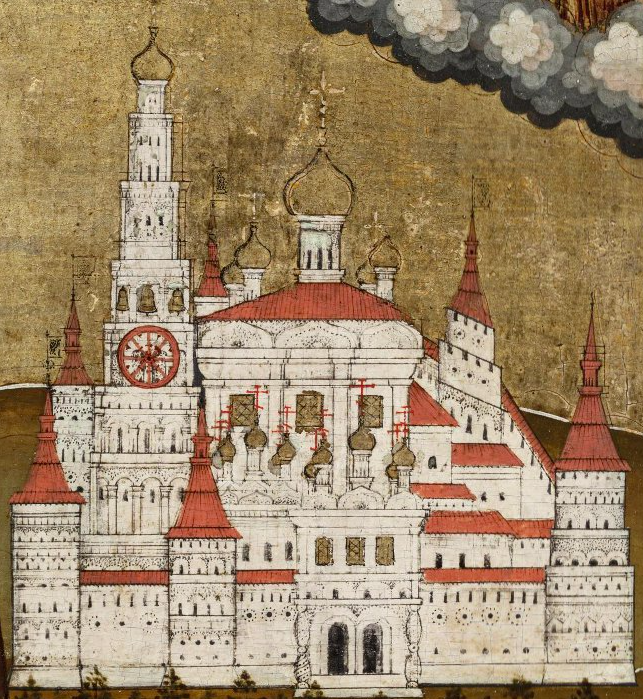
Монастырь на иконе нач. XVIII в.

В 1609—1610 годах монастырь был осаждён польскими отрядами. В 1610 году монастырь занял отряд полковника Рожинского, сподвижника Лжедмитрия II — «тушинского вора». В марте 1610 года в монастыре случилась небольшая стычка поляков с монастырскими служками и крестьянами. Отбиваясь от них, Рожинский неудачно упал на простреленный под Москвой бок. Раны открылись, и спустя несколько дней Рожинский умер. Его отряд, оставшийся под началом ротмистра Руцкого, выбили из монастыря русско-шведские войска во главе с воеводой Валуевым и генералом Горном. В память об этом событии монастырю были оставлены пушки, отбитые у поляков, из которых в праздничные дни производился салют.
Поражение войск Дмитрия Шуйского под Клушином от армии Сигизмунда 24 июня (4 июля) 1610 и восстание в Москве привели к падению Василия Шуйского. 17 (27) июля 1610 частью боярства, столичного и провинциального дворянства (см. Семибоярщина) Василий IV Иоаннович был свергнут с престола и насильственно пострижен в монахи, причём отказался сам произносить монашеские обеты. Бояре отправили бывшего царя в Иосифо-Волоцкий монастырь, где он какое-то время содержался под стражей в Германовой башне, а его братьев — в крепость Белую, откуда удобнее было переправить их в Польшу.
В сентябре 1610 Василий Шуйский был выдан (не как монах, а в мирской одежде) польскому гетману Жолкевскому, который вывез его и его братьев Дмитрия и Ивана в октябре под Смоленск, а позднее в Польшу.

### Поздняя история
Во время русско-польской войны в начале XVII века здесь содержались польские военнопленные, в годы Отечественной войны 1812 года — пленные французы. С 1777 года по 1823 год в монастыре существовала школа для детей священников.
В монастыре покоятся мощи преподобного Иосифа; также погребены князья Иоанн и Феодор Борисовичи Волоцкие; митрополит Даниил, сосланный сюда Иоанном Грозным; архиепископ Новгородский Феодосий; глава опричников Малюта Скуратов (Григорий Лукьянович Скуратов-Бельский); помещица села Ярополец Н. И. Гончарова (тёща А. С. Пушкина).

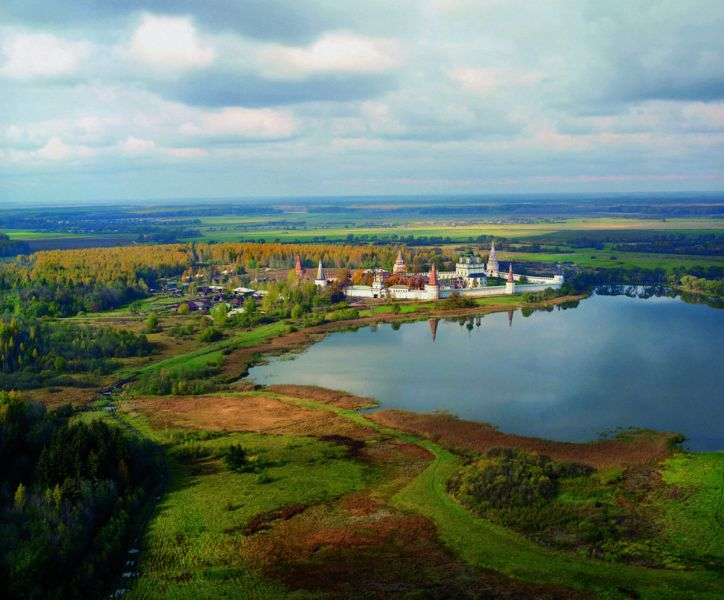
Иосифо-Волоцкий монастырь (вид с воздуха)

В монастыре имелась большая библиотека, содержавшая книги, рукописи, жалованные грамоты, акты и другие документы с XV века. В ризнице хранились древние предметы.
В феврале-марте 1858 года в центральных губерниях в связи со слухами о «воле» начались крестьянские волнения. Весной 1859 года начались трезвенные волнения — массовый протест в 1858—1859 годах податного населения России против откупной системы в связи с повышением косвенного налога на водку. Так, 31 мая 1859 года в Волоколамском уезде Московской губернии трёхтысячная толпа разгромила питейные заведения на ярмарке близ Иосифо-Волоколамского монастыря.
1895 год — настоятель архимандрит Сергий.
1903 год — настоятель архимандрит Геронтий, казначей и эконом — иеромонах Ираклий.
1907 год — настоятель архимандрит Нифонт, казначей — иеромонах Ираклий, исполняющий должность эконома — иеродиакон Мелетий, благочинный монастыря — иеромонах Павел. Число братии — 65 монахов.
1908 год — те же, но казначей — иеромонах Пафнутий.
До 1917 года монастырь был местом проведения ярмарок Калеевской волости Волоколамского уезда.
После Октябрьской революции 1917 года монастырь был преобразован в «Иосифовскую сельскохозяйственную трудовую коммуну». Председателем коммуны монахи единогласно избрали своего казначея иеромонаха Пафнутия.
В 1922 году коммуна была ликвидирована, монастырь был закрыт. Старинные рукописи, документы и книги монастыря большей частью перевезены в Москву и в настоящее время находятся в РГАДА, ГИМ, РГБ, а также в Санкт-Петербурге — в архиве Санкт-Петербургского отделения Института российской истории РАН.

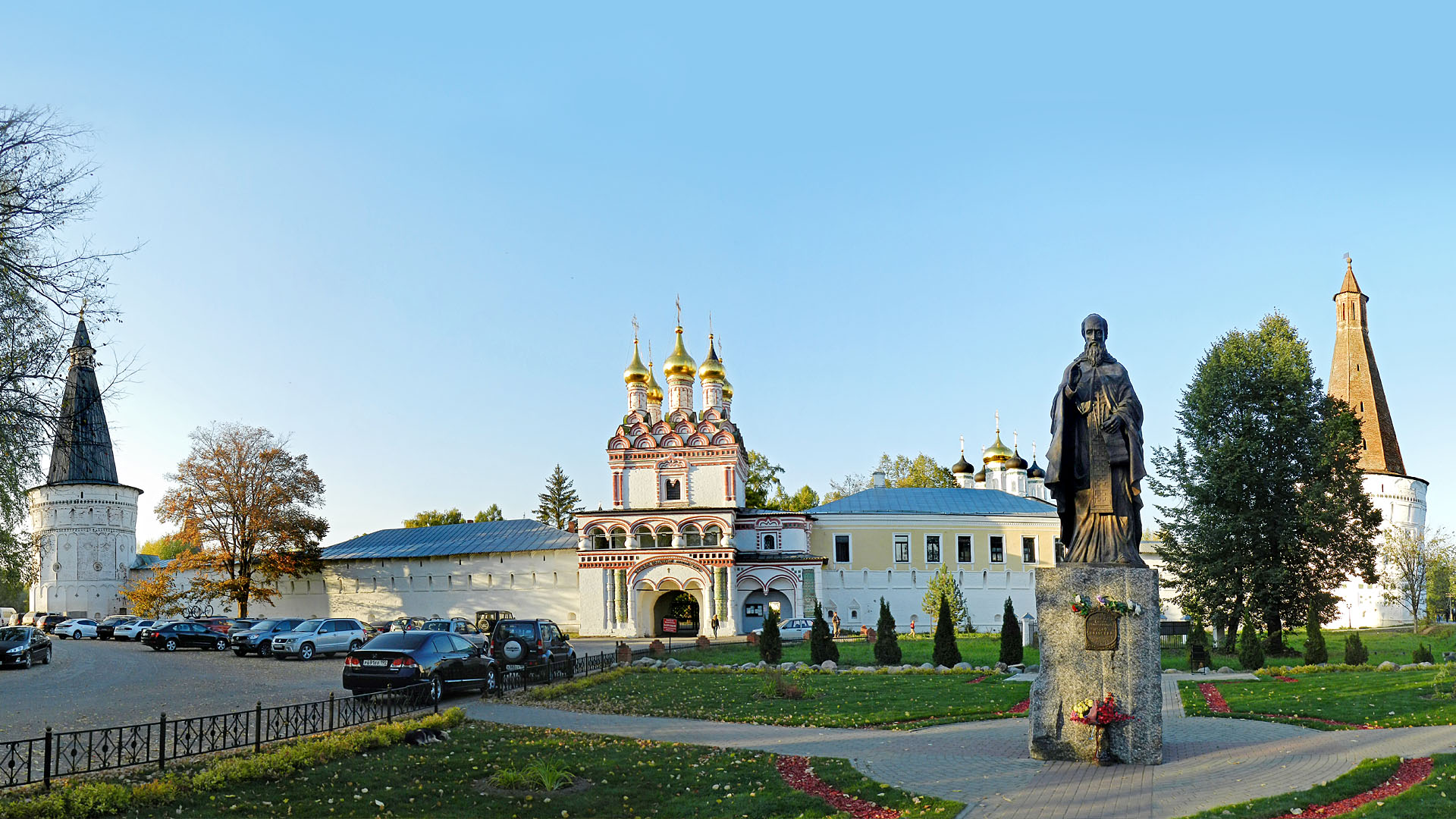
Иосифо-Волоцкий монастырь (внутренний вид)

До 1929 года монастырь территориально находился в Буйгородской волости Волоколамского уезда Московской губернии. После 1929 года монастырь находится на территории Волоколамского района Московской области. Ныне — территория Волоколамского городского округа.
После закрытия монастыря на его территории расположился детский дом, в братском корпусе разместилась Детгородковская средняя школа. Успенский собор был приспособлен под кинозал. Иконостас с древними иконами был загорожен киноэкраном.

### Великая Отечественная война
В начале Великой Отечественной войны основная часть детдомовцев была эвакуирована, многие дети погибли в пути.
30 сентября 1941 года группа армий «Центр» начала наступление на Москву (операция «Тайфун»). Им противостояли войска Западного фронта РККА. К середине октября 1941 года на Волоколамском направлении шли бои. Его оборона была возложена на 16-ю армию генерал-лейтенанта К. К. Рокоссовского. Территория монастыря была занята войсками Красной армии.
К концу октября 1941 года немецким войска 4-й армии и 4-й танковой группы сбили соединения Западного фронта с Можайской линии обороны практически на всём её протяжении и постепенно оттеснять их к Москве.
Согласно приказу Ставки Верховного главнокомандования от 17 ноября оперативно-инженерной группе № 2 была поставлена задача создать противотанковые и противопехотные заграждения по основным направлениям: Теряева Слобода, Клин, Рогачево, Дмитров и Истра, Солнечногорск, Яхрома.
При отступлении Красной армии была взорвана колокольня с находящимся в её нижнем ярусе храмом Смоленской Одигитрии (1495 год), с которой в ясную погоду можно было увидеть Москву. Исполнителем взрыва был Михаил Коряков, журналист и впоследствии писатель, который описал этот взрыв в своих книгах.
В конце октября части вермахта заняли и Теряево, и монастырь, и все окрестные деревни.
18 декабря 1941 года территория монастыря освобождена бойцами 84-й отдельной морской стрелковой бригады 1-й Ударной армии Западного фронта в ходе Клинско-Солнечногорской наступательной операции. После освобождения в монастырь вернулся детский дом. (Здесь, в частности, выросла Ирина Васильевна Поздеева.)
Монастырь реставрировался, однако не полностью. До сих пор не восстановлена уникальная колокольня.

### Новый монастырь

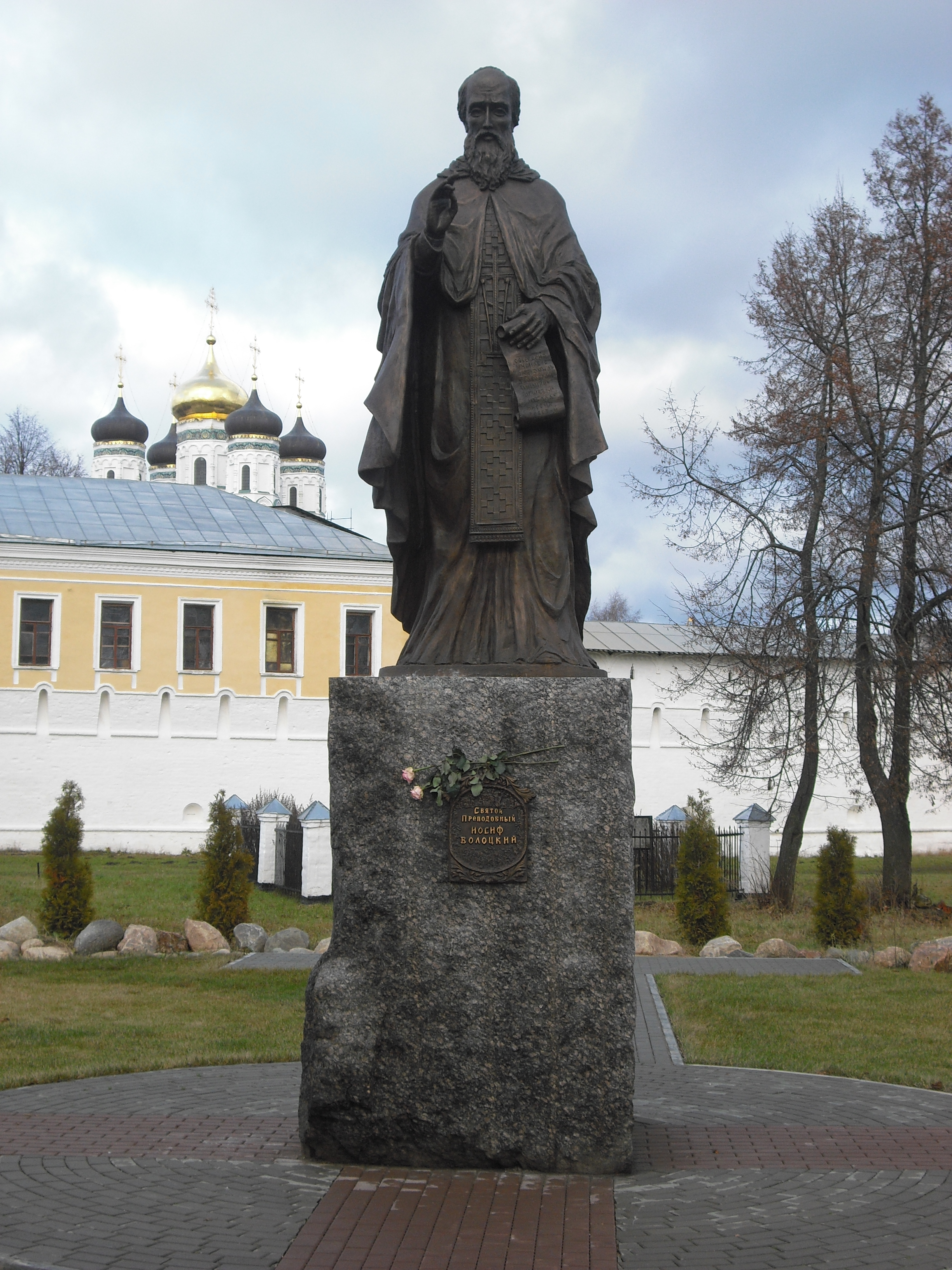
Памятник Иосифу Волоцкому

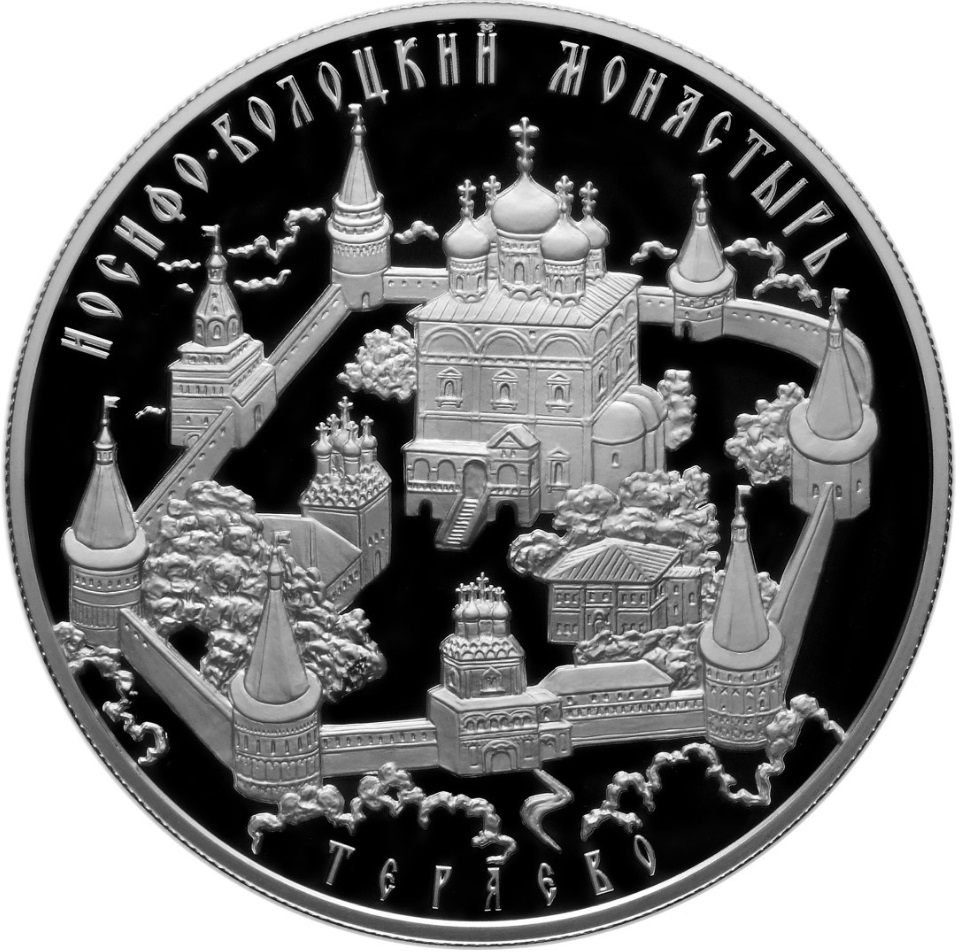
Памятная монета Банка России номиналом 25 рублей (2013)

Возвращён Русской православной церкви 15 мая 1989 года; с 1999 года имеет статус ставропигиального. До ноября 2003 года настоятелем обители был митрополит Питирим (Нечаев).
12 июня 2003 года в Иосифо-Волоцком монастыре открыты мощи преподобного Иосифа Волоцкого и положены в раку в нижнем храме Успенского собора. Погребение вскрыто археологами Ю. А. Смирновым, М. В. Фроловым и П. Е. Русаковым на глубине 225 см — где, по преданию, похоронен преподобный Иосиф Волоцкий. Детальное медико-криминалистическое исследование мощей по благословению митрополита Волоколамского и Юрьевского Питирима провели заслуженный врач РФ, доктор медицинских наук, профессор В. Н. Звягин; судмедэксперты М. Е. Березовский, Н. В. Нарина, С. А. Аунапу; антрополог М. А. Григорьева и другие научные сотрудники.
12 июня 2004 года в Иосифо-Волоцкий монастырь переданы вериги преподобного Иосифа Волоцкого, которые до того хранились сначала в историко-архитектурном и художественном музее «Новый Иерусалим» в Истре, а затем — в музейно-выставочном комплексе «Волоколамский кремль». В настоящее время вериги находятся в Успенском соборе монастыря, у южной стены и доступны для поклонения.
14 июня 2004 года монастырь, отмечавший 525-летие со дня основания, посетил патриарх Алексий II и совершил Божественную литургию в Успенском соборе.
14 июня 2009 года около монастыря (с южной стороны) открыт памятник преподобному Иосифу — бронзовая скульптура в полный рост трёхметровой высоты на двухметровом каменном постаменте. Скульптор — Сергей Исаков.
13 октября 2009 монастырь посетил патриарх Кирилл и совершил Божественную литургию в Успенском соборе.
C декабря 2004 года наместник монастыря — архимандрит Сергий (Воронков).
При монастыре действует гостиница на 120 человек.

## Волоколамская икона Божией Матери и монастырь

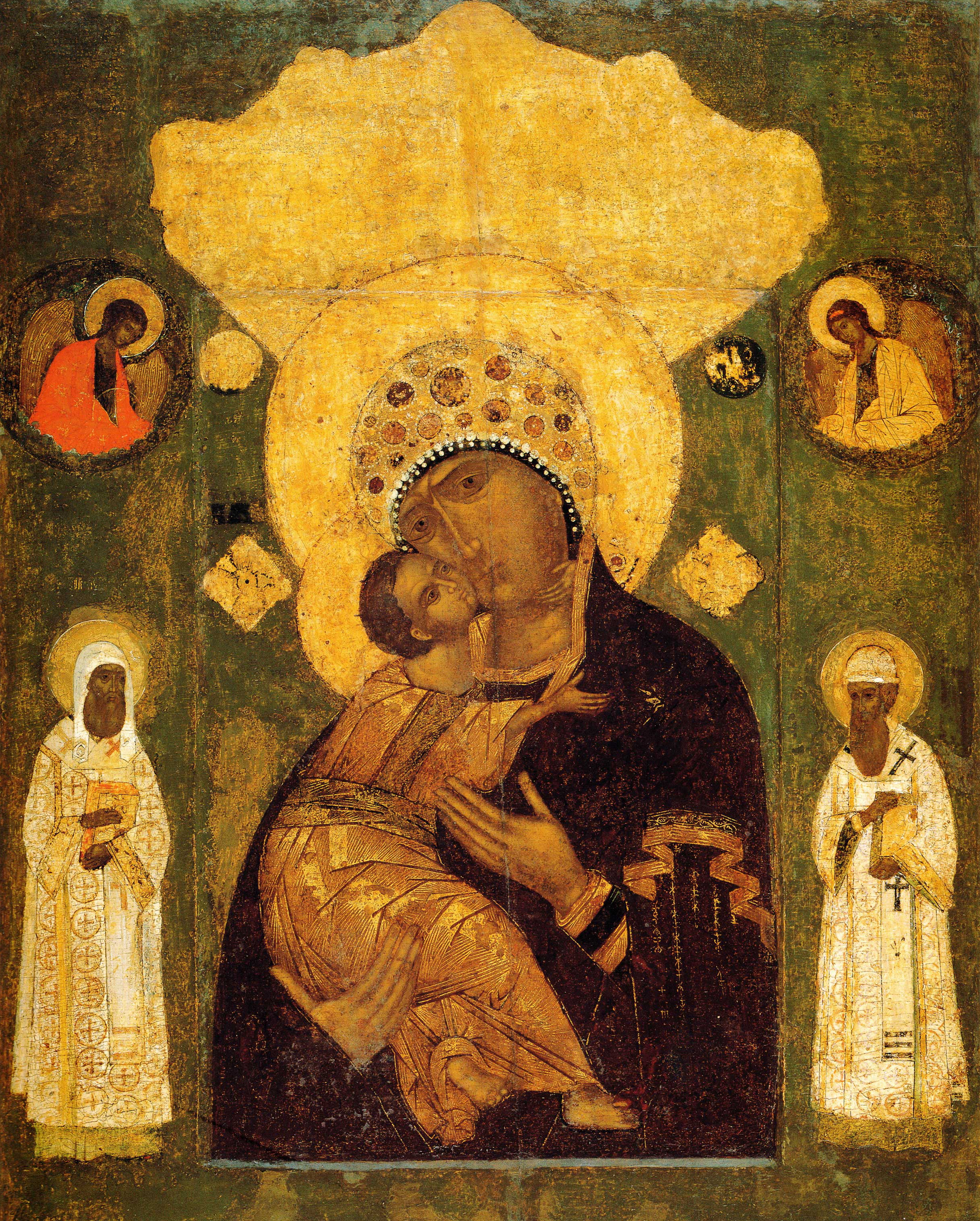
Волоколамская икона Божией Матери, 1572

В настоящее время принята версия, впервые высказанная кандидатом искусствоведения Валентиной Антоновой, в соответствии с которой Волоколамская икона Божией Матери (имеющий значительные иконографические отличия от оригинала список с почитаемого Русской православной церковью образа «Владимирской иконы Божией Матери», выполненного в Византии в XII веке) была исполнена в Москве в 1572 по заказу Малюты Скуратова для ещё не построенной к тому времени надвратной церкви монастыря. Эта икона находится в коллекции Музея древнерусской культуры и искусства имени Андрея Рублёва и представлена в его постоянной экспозиции, располагающейся в церкви Михаила Архангела Спасо-Андроникова монастыря. Пожертвование иконы в 1572 году и другие вклады в монастырь Малюты Скуратова Валентина Антонова объясняла предчувствием отмены опричнины и страхом Малюты за собственную судьбу. Ещё одной причиной щедрых вкладов Малюты Антонова называет попытку опричника отмолить свои грехи перед Господом.
Волоколамская икона Божией Матери на протяжении веков почитается верующими как чудотворная, день принесения её в монастырь стал общецерковным праздником (3 марта), верующие приходят к образу в поисках утешения, исцеления и вразумления. В Успенском соборе монастыря находится почитаемый как чудотворный список иконы, выполненный в 2007 году.

## Архитектура XVI—XVII веков

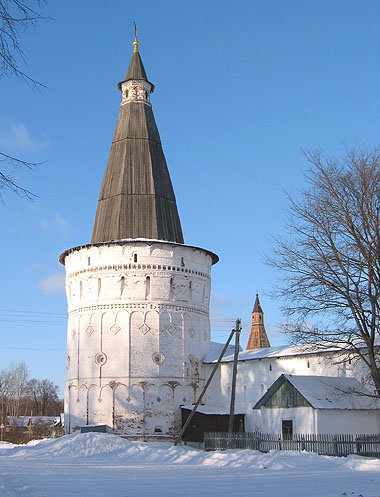
Угловая башня
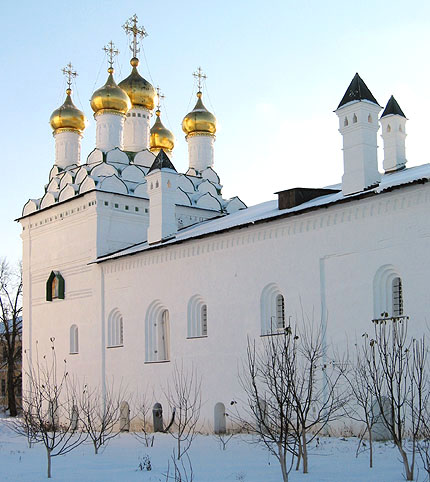
Трапезная 1504 года
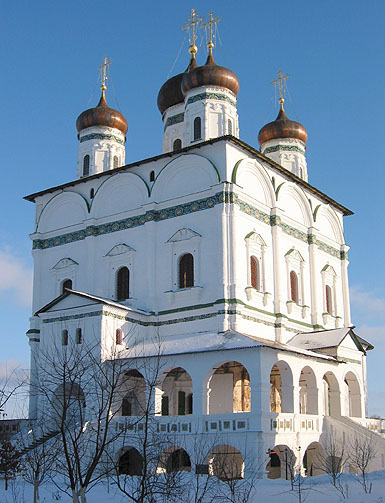
Успенский собор (1682―1696)
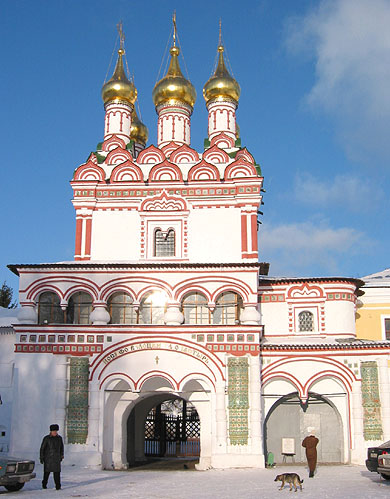
Надвратная церковь
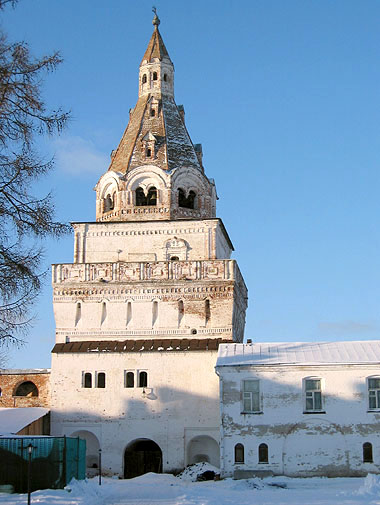
Германова башня (колокольня)

## Настоятели
Игумены
- Иосиф Волоцкий (1479—1515)
- Даниил Рязанец (1515—1522)
- Герасим (Ленков) (1522) после двух месяцев оставил игуменство
- Нифонт (Кормилицын) (1522—1543)
- Гурий (Руготин) (1544—1551)
- Галактион (1552—1558)
- Пимен (Садыков) (1558—1561)
- Вавила (1562)
- Леонид (Протасьев) (1563—1566)
- Лаврентий (1566—1568)
- Леонид (Протасьев) (1568—1573)
- Тихон (Хворостинин) (1573—1575)
- Евфимий (Турков) (1575—1587)
- Варлаам (Белковский) (1587) 3,5 месяца
- Евфимий (Турков) (1587) 5 месяцев
- Левкий (1587—1590)
- Иоасаф (1590—1592)
- Вассиан (1593—1595, 1599—1601)
- Геласий (1595—1599)
- Нил (1602—1604)
- Арсений (1605—1623)
- Мисаил (1623—1624)
- Левкий (1625—1634)
- Макарий (1634—1641)
- Зосима (1642—1652)

Архимандриты
- Иов (1652—1654)
- Тихон (1654—1661)
- Корнилий (1661—1666)
- Савватий (1666—1668)
- Гермоген (1668)
- Герасим (1668—1673)
- Корнилий (1673—1681)
- Александр (1682—1685)
- Тимофей (1685—1687)
- Иоасаф (1687—1688)
- Ефрем (1689—1690)
- Николай (1690—1694)
- Алексий (1695—1702)
- Герман (1702—1722[9])
- Иоаким (Чудовский) (1722—1723), (1728—1738)
- Мелхиседек (Борщев) (1723—1727)
- Сергий (Прозоровский) (1727—1728)
- Варлаам (1739—1745)
- епископ Серапион (Лятошевич) (1745—1753) имел пребывание в монастыре и управлял им; архимандрита не было
- Панкратий (Чарныйский) (1753)
- Пахомий (Симанский) (1753—1758)
- Геннадий (Драницын) (1758—1760)
- Адриан (1761—1766)
- Варлаам (Синьковский) (1767—1773)
- Пахомий (Поляница) (1773—1775)
- Вонифатий (1775—1778)
- Нектарий (Чернявский) (1778—1789)
- Евгений (Романов) (1789)
- Евгений (Резанцов) (1794)
- Виктор (Прокопович-Антонский) (1794—1799)
- Иустин (Вишневский) (1799)
- Вениамин (Жуков) (1800)
- Ираклий (Евреинов) (1800—1804)
- Евграф (Музалевский-Платонов) (1804—1808)
- Геннадий (Челноков) (1808—1810)
- Владимир (1810—1811)
- Иона (Васильевский) (1811—1812)
- Леонид (Зарецкий) (1812—1813)
- Филарет (Амфитеатров) (1813—1817)
- Григорий (Постников) (29 июля 1817—1822)
- Геннадий (Баранович) (1822—1825)
- Гавриил (Игнатьев) (18 марта 1825 — 4 апреля 1839)
- Агапит (Введенский) (1839—1852)
- Гедеон (октябрь 1852—1883[10])
- Сергий (Свешников) (1883—1896)
- Михей (Алексеев) (1897—1901)
- Геронтий (Кургановский) (март 1902 — 26 ноября 1903)
- Нифонт (1907—1908)
- Иннокентий (Бобцов) (11 декабря 1915—1920)

наместники
- митрополит Питирим (Нечаев) (1989 — 4 ноября 2003)
- Феоктист (Дорошко) (2003—2004) временный управляющий
- Сергий (Воронков) (с 24 декабря 2004)